# Torfaen
Torfaen – hrabstwo miejskie w południowo-wschodniej Walii, obejmujące dolinę rzeki Lwyd. Ośrodkiem administracyjnym jest Pontypool.
Od wschodu graniczy z hrabstwem Monmouthshire, od południa z miastem Newport a od zachodu z hrabstwami miejskimi Caerphilly i Blaenau Gwent.

## Miejscowości
Na terenie hrabstwa znajdują się następujące miejscowości (w nawiasach liczba ludności w 2011):
- Cwmbran (46 915)
- Pontypool (28 334)
- Abersychan (7573)
- Blaenavon (5647)